# Operatore di Frobenius-Perron
In matematica, l'operatore di Frobenius-Perron codifica informazioni riguardo una funzione iterata ed è spesso utilizzato per studiare il comportamento di sistemi dinamici, meccanica statistica, caos quantistico e frattali. L'operatore di Frobenius-Perron è anche chiamato operatore transfer o operatore di Ruelle.
Si consideri una trasformazione misurabile {\displaystyle S\colon X\to S}, con {\displaystyle (X,\Sigma ,m)} uno spazio con misura {\displaystyle m} {\displaystyle \sigma }-finita. Sia {\displaystyle \mu } una misura di probabilità su {\displaystyle (X,\Sigma )} e si osservi l'evoluzione di tale misura sotto l'azione del sistema. Se la misura {\displaystyle \mu } descrive la distribuzione dei punti nello spazio delle fasi {\displaystyle X}, la misura {\displaystyle \nu } tale che {\displaystyle \nu (B)=\mu (S^{-1}(B))} descriverà la distribuzione dei punti dopo l'azione della trasformazione {\displaystyle S}. Sia {\displaystyle \mu } assolutamente continua rispetto ad {\displaystyle m} con densità {\displaystyle f}. Se anche {\displaystyle \nu } è  assolutamente continua rispetto ad {\displaystyle m}, con {\displaystyle g={\frac {d\nu }{dm}}}, possiamo definire l'operatore {\displaystyle P_{S}} su {\displaystyle (X,\Sigma )} data da
{\displaystyle P(x,B)={\begin{cases}1,&S(x)\in B,\\0,&S(x)\notin B.\\\end{cases}}}
Per trasformazioni non singolari, l'operatore {\displaystyle P_{S}} è correttamente definito. La condizione di non singolarità prenderà in tal caso la forma
{\displaystyle m(B)=0\implies m(S^{-1}(B))=0,\;\;B\in \Sigma .}
Tale operatore può essere esteso ad un operatore lineare limitato {\displaystyle P_{S}\colon L^{1}\to L^{1}}, con {\displaystyle P_{S}} operatore stocastico detto operatore di Frobenius-Perron per la trasformazione {\displaystyle S}.

## Definizione
Sia {\displaystyle (X,\Sigma ,m)} uno spazio di misura {\displaystyle \sigma }-finito e sia {\displaystyle S} una trasformazione non singolare di {\displaystyle X}. Un operatore {\displaystyle P_{S}\colon L^{1}\to L^{1}} che soddisfa la condizione
{\displaystyle \int _{B}P_{S}f(x)m(dx)=\int _{S^{-1}(B)}f(x)m(dx),\;\;B\in \Sigma ,\;\;f\in L^{1}}
è detto operatore di Frobenius-Perron per la trasformazione {\displaystyle S}. L'aggiunto dell'operatore di Frobenius-Perron {\displaystyle P_{S}^{*}\colon L^{\infty }\to L^{\infty }}, detto operatore di Koopman, è dato da {\displaystyle P_{S}^{*}g(x)=g(S(x))}.
In particolare, se {\displaystyle S\colon X\to S} è biettiva e non singolare rispetto a {\displaystyle m}, allora
{\displaystyle P_{S}f(x)=1_{S(X)}(x)f(S^{-1}(x)){\frac {d(m\circ S^{-1})}{dm}}(x)}
per quasi ogni {\displaystyle x\in X}.

## Proprietà
L'operatore di Frobenius-Perron è un particolare tipo di operatore di Markov perciò ogni proprietà dimostrata per gli operatori di Markov può essere trasferita all'operatore di Frobenius-Perron. In particolare: 
- {\displaystyle P} è un operatore lineare;
- {\displaystyle Pf\geq 0} se {\displaystyle f\geq 0};
- {\displaystyle \int _{X}Pf(x)\mu (dx)=\int _{X}f(x)\mu (dx)};
- l'operatore di Frobenius-Perron della composizione di trasformazioni è la composizione degli operatori di Frobenius-Perron delle trasformazioni.

Dal teorema di cambiamento di variabile per trasformazioni non singolari discende immediatamente che per ogni {\displaystyle f\in L^{1}}, {\displaystyle Pf(x)=f(S^{-1}(x))J^{-1}(x).}

### Teorema di esistenza dell'operatore di Frobenius-Perron
Sia {\displaystyle X\subseteq \mathbb {R} ^{d}} con interno non vuoto e frontiera con misura di Lebesgue nulla. Sia {\displaystyle S\colon X\to X} una trasformazione misurabile. Assumiamo che esista una famiglia di sottoinsiemi disgiunti di {\displaystyle X}, {\displaystyle U_{1},\dots ,U_{n}}, con le seguenti proprietà:
- gli insiemi {\displaystyle X_{0}=X\setminus \bigcup _{i=1}^{n}U_{i}} e {\displaystyle S(X_{0})} hanno misura di Lebesgue nulla;
- le funzioni {\displaystyle S_{i}=S|_{U_{i}}} sono diffeomorfismi da {\displaystyle U_{i}} in {\displaystyle S(U_{i})}.

Allora anche le trasformazioni {\displaystyle \psi _{i}=S_{i}^{-1}} sono diffeomorfismi da {\displaystyle S(U_{i})} in {\displaystyle U_{i}}, l'operatore di Frobenius-Perron esiste ed è dato dalla formula
{\displaystyle P_{S}f(x)=\sum _{i\in I_{x}}f(\psi _{i}(x))|\det \psi '_{i}(x)|,}
dove {\displaystyle I_{x}=\{i:\psi _{i}(x)\in U_{i}\}}. Difatti:
{\displaystyle \int _{S^{-1}(B)}f(x)dx=\sum _{i=1}^{n}\int _{S^{-1}(B)\cap U_{i}}f(x)dx=\sum _{i=1}^{n}\int _{\psi _{i}(B)}f(x)dx=\sum _{i=1}^{n}\int _{S^{-1}(B)\cap U_{i}}f(\psi _{i}(x))|\det \psi '_{i}(x)|dx=\int _{B}\sum _{i\in I_{x}}f(\psi _{i}(x))|\det \psi '_{i}(x)|dx=\int _{B}Pf(x)dx.}

### Operatore di Frobenius-Perron su intervalli
Supponiamo che {\displaystyle X} sia un intervallo, {\displaystyle X=[a,b]\in \mathbb {R} } e sia {\displaystyle A=[a,x]}. Allora
{\displaystyle Pf(x)={\frac {d}{dx}}\int _{S^{-1}([a,x])}f(s)ds.}
Se {\displaystyle S} è differenziabile e invertibile allora {\displaystyle S} è monotona. Sia quindi {\displaystyle S} monotona crescente ed {\displaystyle S^{-1}} con derivata continua. Allora {\displaystyle S^{-1}([a,x])=[S^{-1}(a),S^{-1}(x)]} e quindi
{\displaystyle Pf(x)={\frac {d}{dx}}\int _{S^{-1}(a)}^{S^{-1}(x)}f(s)ds=d(S^{-1}(x)){\frac {d}{dx}}\left[S^{-1}(x)\right].}

## Esempi

### Mappa logistica
Sia {\displaystyle S(x)=\alpha x(1-x)} una mappa logistica, con {\displaystyle 0\leq x\leq 1}, con {\displaystyle \alpha =4}. Si trova facilmente la forma analitica della retroimmagine di un intervallo {\displaystyle [0,x]\subset [0,1]}:
{\displaystyle S^{-1}([0,x])=[0,{\frac {1}{2}}-{\frac {1}{2}}{\sqrt {1-x}}]\cup [{\frac {1}{2}}+{\frac {1}{2}}{\sqrt {1-x}},1].}
L'equazione diventa quindi
{\displaystyle Pf(x)={\frac {d}{dx}}\left(\int _{0}^{1/2-1/2{\sqrt {1-x}}}f(u)du+\int _{1/2+1/2{\sqrt {1-x}}}^{1}f(u)du\right),}
ossia
{\displaystyle Pf(x)={\frac {1}{4{\sqrt {1-x}}}}\left[f({\frac {1}{2}}-{\frac {1}{2}}{\sqrt {1-x}})+f({\frac {1}{2}}+{\frac {1}{2}}{\sqrt {1-x}})\right].}
Il calcolo dell'operatore di Frobenius-Perron corrispondente alla trasformazione quadratica mostra quindi come {\displaystyle S} trasforma la densità {\displaystyle f} in una nuova densità {\displaystyle Pf}. Prendendo ad esempio {\displaystyle f(x)\equiv 1} per {\displaystyle x\in [0,1]}, otteniamo 
{\displaystyle Pf(x)={\frac {1}{2{\sqrt {1-x}}}},}
{\displaystyle P^{2}f(x)={\frac {\sqrt {2}}{8{\sqrt {1-x}}}}\left({\frac {1}{\sqrt {1+{\sqrt {1-x}}}}}+{\frac {1}{\sqrt {1-{\sqrt {1-x}}}}}\right),}
{\displaystyle \qquad \vdots }
{\displaystyle f_{*}(x)={\frac {1}{\pi {\sqrt {x(1-x)}}}},}
con {\displaystyle f_{*}(x)} densità limite di {\displaystyle P^{n}f} quando {\displaystyle n\to \infty }.

## Applicazioni

### Sistema di funzioni iterate
Si consideri un insieme finito di funzioni non singolari differenti, {\displaystyle S_{1},\dots ,S_{k}} su uno spazio di misura {\displaystyle \sigma }-finito {\displaystyle (X,\Sigma ,m)}. Siano {\displaystyle p_{1}(x),\dots ,p_{k}(x)} funzioni misurabili non negative definite su {\displaystyle X} tali che {\displaystyle p_{1}(x)+\cdots +p_{k}(x)=1} per ogni {\displaystyle x\in X}. Si prenda un punto {\displaystyle x}. Si sceglierà la trasformazione {\displaystyle S_{j}} con probabilità {\displaystyle p_{j}(x)} e la posizione di {\displaystyle x} dopo l'azione del sistema sarà {\displaystyle S_{j}(x)}. Si consideri dunque la probabilità di transizione {\displaystyle P(x,B)=\sum _{j=1}^{k}p_{j}(x)\delta _{S_{j}(x)}(B)} per ogni {\displaystyle x\in X} e insieme misurabile {\displaystyle B}. Per ogni misura {\displaystyle \mu } si avrà:
{\displaystyle P\mu (B)=\sum _{j=1}^{k}\int _{X}p_{j}(x)\delta _{S_{j}(x)}(B)\mu (dx)=\sum _{j=1}^{k}\int _{S_{j}^{-1}(B)}p_{j}(x)\mu (dx)}
e, se {\displaystyle \mu } è assolutamente continua, {\displaystyle f={\frac {d\mu }{dm}}}, si avrà
{\displaystyle P\mu (B)=\sum _{j=1}^{k}\int _{S_{j}^{-1}(B)}p_{j}(x)f(x)m(dx)=\sum _{j=1}^{k}\int _{B}P_{S_{j}}(p_{j}f)(x)m(dx),}
con {\displaystyle P_{S_{1}},\dots ,P_{S_{k}}} operatori di Frobenius-Perron associati. L'operatore stocastico corrispondente a {\displaystyle P} sarà della forma {\displaystyle Pf=\sum _{j=1}^{k}P_{S_{j}}(p_{j}f),\;\;f\in L^{1}}.
Sia {\displaystyle S_{y}\colon X\to X}, {\displaystyle y\in Y}, una famiglia di trasformazioni misurabili, dove {\displaystyle Y} è uno spazio metrico dotato di misura di Borel {\displaystyle \nu }, e sia {\displaystyle p_{y}\colon X\to [0,+\infty )} una famiglia di funzioni misurabili tali che {\displaystyle \int _{Y}p_{y}(x)\nu (dy)=1,\;\;x\in X,} con probabilità di transizione {\displaystyle P} della forma {\displaystyle P(x,B)=\int _{Y}1_{B}(S_{y}(x))p_{y}(x)\nu (dy),\;\;x\in X.} Se ogni trasformazione {\displaystyle S_{y}} è non singolare, allora l'operatore stocastico corrispondente alla probabilità di transizione è della forma
{\displaystyle Pf=\int _{Y}P_{S_{y}}(p_{y}f)\nu (dy),\;\;f\in L^{1},}
dove {\displaystyle P_{S_{y}}} è l'operatore di Frobenius-Perron per {\displaystyle S_{y}}.